# ЗиУ-10
ЗиУ-683 (также ЗиУ-10 и ЗиУ-6205) — советский и российский шарнирно-сочленённый трёхосный троллейбус на базе модели ЗиУ-682. Первый опытный образец был построен в 1978 году. В 1986 году завод имени Урицкого освоил выпуск шарнирно-сочленённого трёхосного троллейбуса особо большой вместимости ЗиУ-683Б с тиристорно-импульсной системой управления (ТИСУ), позволяющей экономить до 25 % электроэнергии. В дальнейшем эта модель была модернизирована. Эксплуатируется во многих городах России и СНГ.

## История создания
Первый сочленённый троллейбус ЗиУ-10 появился на заводе имени Урицкого в 1978 году. Идейным прототипом стал ещё один известный 18-метровый троллейбус СВАРЗ-ТС, который производился в Москве в 1960-х годах и имел очень высокую пассажировместимость — до 300 и более человек. В тот момент эксплуатировались модели ЗиУ-682 (ЗиУ-9), которые и стали основой для сочленённых 683-х моделей. Первый выпущенный ЗиУ-683 испытывался в Саратове и Энгельсе, где был собран, в 1978 году был отправлен для эксплуатации в Москву. Сначала этот троллейбус не сильно выделялся на фоне новейших или серийных выпусков, имел громоздкую реостатно-контакторную систему управления электрооборудованием и разгонялся до 45 км/ч. В 1982 году была выпущена доработанная машина с тиристорно-импульсной системой управления (ТИСУ), но из-за проблем с управлением она была отправлена назад на завод.
Первый ЗиУ-10 проработал 9 лет, до 1987 года. С 1986 года налажено серийное производство моделей ЗиУ-683Б [Б00], оснащённых двигателями завода «Динамо». С конца 1980-х годов ЗиУ перешёл на выпуск модификации ЗиУ-683В01 с РКСУ. Реостатно-контакторные троллейбусы ЗиУ-683В01 удерживались в производстве до 1995 года. С началом 1991 года ЗиУ-683 в различных модификациях начали экспортироваться на Балканы, в Польшу, на Украину и в другие страны СНГ, также в Грецию и даже в Аргентину. Спад производства начался в 1992 году, тем не менее, в 1993 году начался выпуск модели ЗиУ-6205, которая имела ряд дополнений и модификаций.
В 2003 году модель была модернизирована аналогично 682-й модели: с выносом электрооборудования на крышу, установкой планетарных дверей, и стеклопластиковой передней маской. Первые такие машины поступали в том же году в Москву и Санкт-Петербург. В 2008 году ТролЗа окончательно завершила производство сочленённых машин.

## Модификации
| Модификация     | Обозначение | Годы производства | Система управления | Поставлялся на экспорт                              | Примечания |
| --------------- | ----------- | ----------------- | ------------------ | --------------------------------------------------- | --- |
| ЗиУ-683         | —           | 1978, 1982        | ТИСУ, РКСУ         | —                                                   | Два опытных экземпляра |
| ЗиУ-683Б        | [Б00]       | 1986—1993         | ТИСУ               | Аргентина, Греция                                   | — |
| ЗиУ-683БМ1      | —           | 2004—2007         | ТрСУ               | —                                                   | Планетарные двери Троллейбусы модификаций ЗиУ-683Б и ЗиУ-6205, прошедшие капитальный ремонт с заменой электрооборудования на ПТЗ |
| ЗиУ-683В01      | —           | 1992—1995         | РКСУ               | Белоруссия, Болгария, Киргизия, Узбекистан, Украина | — |
| ЗиУ-6205        | (620500)    | 1991, 1993—1999   | ТИСУ               | Туркменистан, Украина                               | — |
| ЗиУ-620501      | —           | 1993—1999         | ТИСУ               | Украина                                             | — |
| ЗиУ-620510      | —           | 1995              | ТИСУ               | —                                                   | — |
| ЗиУ-620520      | —           | 1995—2000         | РКСУ               | —                                                   | Единственный экземпляр, находится в Новосибирске                                                                                 |
| Тролза-6205.02  | [62050В]    | 2001—2002         | ТИСУ               | Белоруссия                                          | Обновлённый дизайн, планетарные двери                                                                                            |
| Тролза-62052.01 | [62052Б]    | 2001—2005, 2008   | РКСУ               | Сербия                                              | Обновлённый дизайн, планетарные двери                                                                                            |
| Тролза-62052.02 | [62052В]    | 2001—2002, 2005   | РКСУ, ТрСУ         | —                                                   | Обновлённый дизайн, планетарные двери ТрСУ оборудованы троллейбусы Санкт-Петербурга 2005 года выпуска                            |
| Тролза-62052.03 | [62052Г]    | 2005              | ТрСУ               | —                                                   | Обновлённый дизайн, планетарные двери                                                                                            |

## Технические характеристики

### Основные данные
| Модификация                       | ЗиУ-683                                     |
| Тип                               | сочленённый троллейбус                      |
| Начало проектирования, год        | 1978                                        |
| Серийное производство, год        | с 1986                                      |
| Годы серийного производства, года | с 1986                                      |
| Всего произведено, штук           | не менее 1376                               |
| Модификации ЗиУ-683               | ЗиУ-683Б00; ЗиУ-683В01; ЗиУ-6205; ЗиУ-62052 |
| Предшественники                   | СВАРЗ-ТС                                    |
| Наследник                         | Номинально ЗиУ-6205                         |

### Характеристики кузова и габариты
| Тип кузова                                        | двухзвенный цельносварной металлический несущий                            |
| Обивка кузова                                     | сталь, цинк, полимерная краска (последняя опция использовалась редко)      |
| Длина, мм (чистая, без учёта штанг и бамперов)    | 17506                                                                      |
| Полная длина, мм (с учётом штанг и бамперов)      | 18125                                                                      |
| Ширина, мм                                        | 2515                                                                       |
| Высота, мм                                        | 3310                                                                       |
| Колесная база (приведены тяговая и задняя секция) | 5025 (передняя секция) 6341 (задняя секция)                                |
| Клиренс (дорожный просвет), мм                    |                                                                            |
| Гармошка                                          | гофровая                                                                   |
| Угол прогиба троллейбуса °                        | 12 (продольный вертикальный) 70 (продольный горизонтальный) 5 (поперечный) |
| Максимальный угол поворота гармошки, °            | 38                                                                         |
| Ресурс кузова, не более, чем                      | 18 лет                                                                     |
| Минимальный радиус поворота, метры                | 12                                                                         |
| Снаряженная масса, кг                             | 14660                                                                      |
| Полная масса, кг                                  | 25890                                                                      |
| Нагрузка на оси при пустом салоне, кг, 1/2/3      | 5100/5460/4100                                                             |
| Нагрузка на оси при загруженном салоне, кг, 1/2/3 | 7540/10600/7750                                                            |
| Устанавливаемые шины (типоразмер)                 | 12.00R20 (320R508) Модель: ИД-304; И-332                                   |

### Салон и кабина водителя
| Двери                                 | Ширмовые, двустворчатые кроме передних (1—2—2—2)                                                      |
| Ширина дверей, мм                     | 826 (1) 1426 (2,3,4)                                                                                  |
| Способ открытия дверей                | Электропневмопривод, позже пневмопривод                                                               |
| Высота салона над проезжей частью, см | 92 |
| Покрытие пола                         | низкокачественные листы диэлектрической резины или линолеум                                           |
| Сиденья                               | мягкие, диванного типа или одинарные, из доброкачественного материала                                 |
| Сидячих мест, штук                    | 44—49 (в зависимости от модификации)                                                                  |
| Распределение сидений между секциями  | 20 — задняя секция 24—29 — передняя                                                                   |
| Полная пассажироёмкость, чел.         | 164                                                                                                   |
| Обогрев (салон)                       | электрокалориферный, три калорифера по 4 киловатта                                                    |
| Вентиляция (салон)                    | через люки и форточки в окнах                                                                         |
| Кабина                                | Отделена от салона                                                                                    |
| Обогрев (кабина водителя)             | один электрокалорифер на 4 киловатта, также действует при запотевании и обмораживании лобового стекла |
| Вентиляция (кабина водителя)          | через оконные форточки                                                                                |
| Лобовое стекло                        | разделено напополам, стеклоочистители раздельные                                                      |

### Двигатель
| Название двигателя                           | ДК-211БМУ2 (преимущественно)                     |
| Мощность, киловатт                           | 170                                              |
| Максимальное количество оборотов, об./мин.   | 3200                                             |
| Электропривод                                | Постоянного тока                                 |
| Напряжение на токоприёмниках, Вольт          | 550                                              |
| Бортовое напряжение, Вольт                   | 28                                               |
| Система управления тяговыми электроприводами | тиристорно-импульсная или реостатно-контакторная |

### Рулевое управление
| Тип управления                                                          | винт-гайка с гидроусилителем                                  |
| Передаточное число                                                      | 23.6                                                          |
| Полный поворот колёс из нейтрального положення в любую сторону, обороты | 2,6…3,2                                                       |
| Привод управления колесами задней оси                                   | механический от опоры сочленения тягача с помощью системы тяг |